# لی یونگ ئه
این یک نام کره‌ای است؛ نام خانوادگی لی است.
لی یونگ ئه (کره‌ای: 이영애؛ زادهٔ ۳۱ ژانویهٔ ۱۹۷۱) بازیگر اهل کره جنوبی است. او بیشتر برای بازی در نقش یانگوم در سریال درام تاریخی کره‌ای جواهری در قصر و بازی در نقش یک مادر مجرد انتقام‌جو در فیلم جنایی هیجانی پارک چان ووک، بانوی انتقام شناخته شده است. او برای بازی در این فیلم جوایز بهترین بازیگر زن را در سی و هشتمین جشنواره فیلم سیتخس، ۲۶مین دوره جوایز فیلم اژدهای آبی و ۴۲مین دوره جوایز هنری بکسانگ دریافت کرد.

## حرفه
لی حرفه کاری خود را در ابتدا به عنوان یک مدل تلویزیونی در سال ۱۹۹۱ انجام داد. پس از حضور در تبلیغات تلویزیونی، او در سال ۱۹۹۳ حرفه بازیگری خود را در مجموعه تلویزیونی حال شوهرت چطوره؟ آغاز کرد که در همان سال برنده بهترین بازیگر زن جدید در جوایز درامای اس‌بی‌اس شد.
در سال ۲۰۰۰، او در فیلم معمایی هیجان انگیز منطقه امنیتی مشترک بازی کرد که در آن زمان به پرفروش‌ترین فیلم کره‌ای تبدیل شد. او حرفه بازیگریش را با ملودرام آخرین هدیه دنبال کرد، جایی که او برای اجرای خود به عنوان یک زن جوان که با واقعیت‌های یک مرگ زودهنگام روبرو بود مورد تحسین قرار گرفت. لی با کارگردان هور جین هو شروع به همکاری دوباره کرد تا در فیلم بعدی او، یک روز خوب بهاری بازی کند که به خاطر بازی در این فیلم جایزه بهترین بازیگر زن را در جوایز منتقدان فیلم بوسان دریافت کرد. او همچنین در مجموعه تلویزیونی آتش‌بازی بازی کرد که لی را به مخاطبان تایوان معرفی کرد.
لی پس از بازی در درام تاریخی جواهری در قصر در کره جنوبی به شهرت رسید. این مجموعه تلویزیونی اولین بار از ۱۵ سپتامبر ۲۰۰۳ تا ۲۳ مارس ۲۰۰۴ از شبکه ام‌بی‌سی پخش شد، جایی که برترین برنامه با میانگین امتیاز بیننده ۴۶٫۳ درصد و اوج ۵۷٫۸ درصد بود که آن را به دهمین درام کره ای با رتبه برتر تمام دوران تبدیل کرد. لی برنده جایزه بزرگ و همچنین جایزه عالی‌ترین جوایز درامای ام‌بی‌سی شد. سپس این نمایش در ۹۱ کشور در خارج پخش شد و در آسیا به‌طور استثنایی بسیار محبوب شد.
شهرت یانگوم، لی را به عنوان یکی از بزرگ‌ترین ستاره‌های هالیو به شهرت فراآسیایی رساند. او برای بازدید از چین، هنگ کنگ، تایوان، سنگاپور و ژاپن دعوت شد.
در سال ۲۰۰۶، برای اولین بار در ۱۲ سال، ان‌اچ‌کی به دلیل محبوبیت بیش از اندازه لی مجبور شد از بزرگ‌ترین سالن ان‌اچ‌کی برای میزبانی برنامه خود استفاده کند. همچنین تمبرهایی با تصویر لی در ژاپن منتشر شد.
او همچنین به جشنواره بین‌المللی مجسمه‌های یخی و برفی هاربین در سال ۲۰۰۷ در چین دعوت شد.
لی سپس در قسمت سوم از سه‌گانه انتقام پارک چان ووک با عنوان همدردی برای بانوی انتقام بازی کرد. او برای بازی در این فیلم جایزه بهترین بازیگر زن را در جوایز فیلم اژدهای آبی در سال ۲۰۰۵ و جوایز هنری بکسانگ در سال ۲۰۰۶ دریافت کرد.
در سال ۲۰۰۶، لی بر روی نیمکت داوران پنجاه و ششمین جشنواره بین‌المللی فیلم برلین دعوت شد و اولین بازیگر زن کره ای شد که به عنوان عضو هیئت داوران جشنواره بین‌المللی فیلم انتخاب شده است.

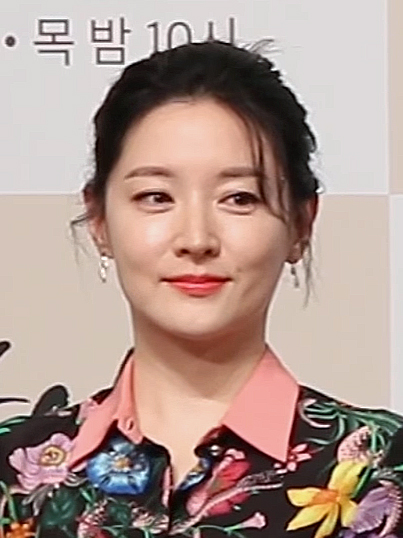
لی در کنفرانس مطبوعاتی سایمدانگ، خاطرات درخشان، ژانویه ۲۰۱۷

در سال ۲۰۰۷، او مدال خدمت فرهنگی را برای کمک به موج کره‌ای از دولت کره جنوبی دریافت کرد.
در سال ۲۰۱۵، اعلام شد که لی در سریال تاریخی اس‌بی‌اس، سایمدانگ، خاطرات درخشان به تلویزیون بازخواهد گشت. او در نقش شین سایمدانگ، هنرمند و خوشنویس مشهور دوران چوسان و همچنین در نقش یک مدرس کره‌ای امروزی درس تاریخ نقش دوگانه‌ای خواهد داشت. این درام در ژانویه ۲۰۱۷ به نمایش درآمد.
در سال ۲۰۱۸، لی برای بازی در فیلم مرا به خانه بیاور انتخاب شد و پس از ۱۳ سال به سینما بازگشت.
در سال ۲۰۲۲، لی برای انتخاب «جایزه بازیگر سال» به هیئت داوران بیست و هفتمین جشنواره بین‌المللی فیلم بوسان دعوت شد.
در سال ۲۰۲۳، او با بازی در مجموعه تلویزیونی استاد: رشته‌های حقیقت و ایفای نقش اصلی مجموعه، چا سه-اوم، رهبر ارکستر مشهور جهان که راز بزرگ و خطرناکی را حفظ می‌کند، به تلویزیون بازگشت.

## زندگی شخصی
در سال ۲۰۰۹، لی با جونگ هو-یونگ، یک تاجر کره‌ای-آمریکایی که ۲۰ سال از او بزرگتر بود، ازدواج کرد. در ۲۰ فوریهٔ ۲۰۱۱ او فرزندان خود که یک دوقلوی غیرهمسان شامل یک پسر و یک دختر بودند را به دنیا آورد. وی یکی از ۳ زن کره‌ای بود که مشعل اصلی بازی‌های آسیایی ۲۰۱۴ را در مراسم افتتاحیه، روشن نمود.

## کارهای دیگر

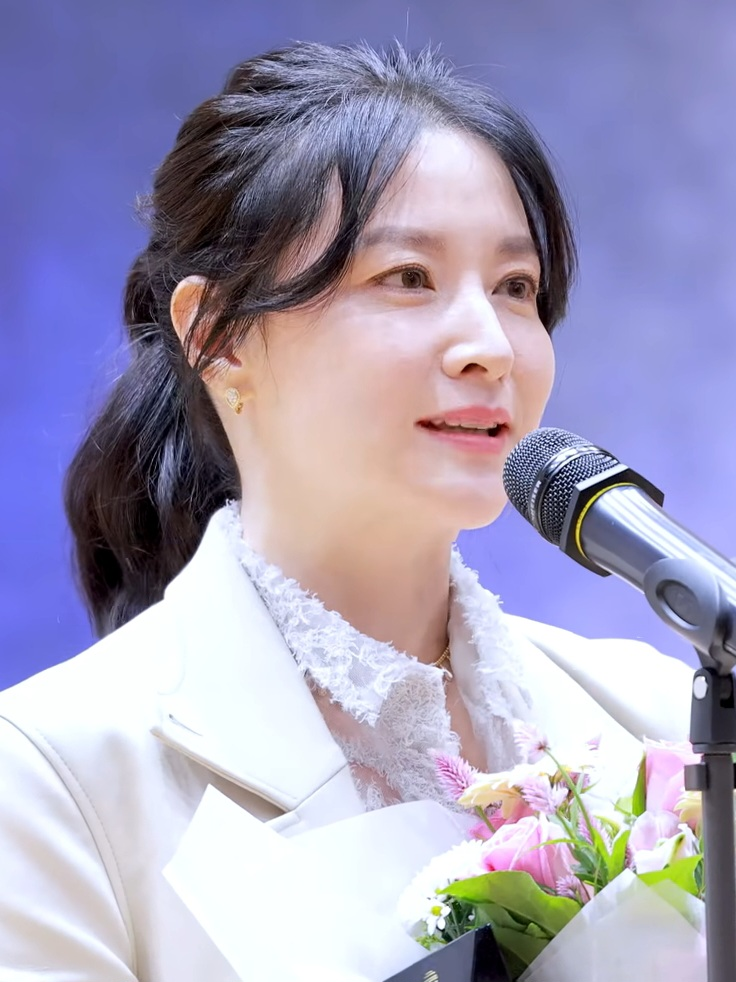
لی در سپتامبر ۲۰۲۲

### اقدامات بشردوستانه
لی علاوه بر حرفه بازیگری، با چندین موسسه خیریه نیز همکاری داشته است. در سال ۱۹۹۷، او به عنوان سفیر حسن نیت یک سازمان مردم‌نهاد به اتیوپی رفت. او در سال ۱۹۹۹ به صحرای تار رفت تا یک برنامه تلویزیونی درباره مردم پایین‌ترین طبقه اجتماعی هند اجرا کند. بعداً در سال ۲۰۰۱، او این تجربیات را در خودزندگی‌نامه‌ش، «خاص ترین عشق» با انگلیسی محدود توصیف کرد و درآمد حاصل از فروش کتاب را به امور خیریه اهدا کرد.
او در سال ۲۰۰۴ توسط یونیسف به عنوان سفیر حسن نیت منصوب شد و از آن زمان تاکنون چندین پست خیریه بر عهده داشته است. او کمک‌های زیادی به مدارس و بیمارستان‌ها کرده است، از جمله مدرسه اول متوسطه چوسان در هاربین و یک مدرسه ابتدایی در چین که بعداً به مدرسه ابتدایی لی یونگ ئه تغییر نام داد. در سال ۲۰۱۲، او به عنوان سخنگوی افراد مشهور برای پروژه "اهدای عشق" به میزبانی مجله زنان چوسان  حضور داشت. او برای ساخت مدرسه ای در میانمار کمک مالی کرد.
در سال ۲۰۱۲، لی یک تجارت برای محصولات ارگانیک و سازگار با محیط زیست برای کودکان در سئول راه اندازی کرد.
در ژوئیه ۲۰۱۴، رسانه های تایوانی گزارش دادند که لی به طور خصوصی به یک زن باردار تایوانی که در حال گذراندن تعطیلات با همسرش در سئول بود کمک کرده است. این زن دختری نارس به دنیا آورد و نوزاد دچار عوارض متعددی شده بود. لی از طریق دوستش متوجه این زوج شد و تصمیم گرفت قبض های پزشکی آن‌ها را به مبلغ ۴ میلیون دلار جدید تایوان (۱۳۴,۰۰۰ دلار آمریکا) بپردازد، زیرا نوزاد پس از تولد به دو عمل جراحی و مراقبت‌های پزشکی مداوم نیاز داشت. پس از آن به پاس قدردانی از لی جایزه‌ای توسط بنیاد فرهنگی و آموزشی چو تا کوان تایوان به او اعطا شد. لی در سال ۲۰۱۶ به دختر ویتنامی‌ای که برای درمان تومور مغزی خود به کره رفته بود با اهدای ۳۷ میلیون وون کره جنوبی برای این عمل و سایر هزینه‌های پزشکی کمک کرد.
در سریلانکا، او به نام "چانگومی" شناخته می شود، و محبوبیت او در آنجا منجر به ایجاد صندوق بورس تحصیلی سوجاتا دیانی در سال ۲۰۱۴ شد، زمانی که او ۱۰۰,۰۰۰ دلار آمریکا اهدا کرد. هدف این صندوق ارائه کمک های مالی به دانش آموزان دختر خانواده‌های کم‌درآمد است. لی همچنین اولین بازیگری بود که به کمپین «صدای زنگ برای تغییر» گوچی برای «جمع آوری بودجه و آگاهی برای پروژه‌های ترویج آموزش، سلامت و عدالت برای دختران و زنان» در سراسر جهان پیوست.
در سال ۲۰۱۵، لی توسط کمیسیون یونسکو کره به عنوان فرستاده ویژه منصوب شد. او فعالیت های کمیسیون مانند جمع آوری کمک‌های مالی و کمپینی برای حمایت آموزشی از کشورهای توسعه نیافته را ترویج می کند.
در نوامبر ۲۰۱۷، لی ۵۰ میلیون وون کره جنوبی (حدود ۴۵,۰۰۰ دلار) را برای کمک به آسیب‌دیدگان زمین‌لرزه ۱۳۹۶ ازگله به ایران اهدا کرد. این کمک مالی از طریق چکی توسط رئیس بنیاد افراد دارای معلولیت کره، لی سونگ گیو به سفیر جمهوری اسلامی در سئول تحویل داده شد.  لی در بیانیه‌ای اعلام کرد که با شنیدن خبر درد و رنج مردم ایران که در درام «جواهری در قصر» او را بسیار دوست داشتند، دلش شکست.
در مارس ۲۰۲۲، لی ۱۰۰ میلیون وون کره جنوبی را به اوکراین که در اثر حمله روسیه آسیب دیده بود، همراه با نامه‌ی تسلیت به مردم اوکراین اهدا کرد.
در ۱ مه ۲۰۲۲، لی ۱۰۰ میلیون وون کره جنوبی را به دفتر بنیاد سوون در شهر یانگ پیونگ در استان گیونگ‌گی-دو اهدا کرد تا به بیمارانی که به دلیل سرطان دوران کودکی یا بیماری‌های نادر در بیرون رفتن از خانه مشکل دارند، کمک کند.
در ۱۹ اوت ۲۰۲۲، لی ۱۰۰ میلیون وون کره جنوبی را برای کمک به آسیب‌دیدگان سیل ۲۰۲۲ کره جنوبی از طریق بنیاد معلولان کره اهدا کرد.
در ۳ نوامبر ۲۰۲۲، لی یک کمک مالی برای کمک به قربانیان حادثه ازدحام هالووین سئول را از طریق کمک‌های مالی به بنیاد رفاه کره برای معلولان اهدا کرد.
در ۲۲ ژانویه ۲۰۲۳، لی ۵۰ میلیون وون کره جنوبی به ساکنان آسیب دیده از آتش‌سوزی در روستای گوریونگ، منطقه گانگنام، سئول اهدا کرد.
در سپتامبر ۲۰۲۳، لی ۵۰ میلیون وون کره جنوبی به رئیس انجمن یادبود ایسونگمن ری اهدا کرد تا بنای یادبودی برای رئیس‌جمهور سابق ایسونگمن ری بسازد.
طبق اعلام صلیب سرخ کره در نوامبر ۲۰۲۳، لی ۵۰ میلیون وون کره جنوبی برای کمک به اقدامات بشردوستانه برای کودکان آسیب دیده در جنگ اسرائیل و حماس اهدا کرد.

## فیلم‌شناسی

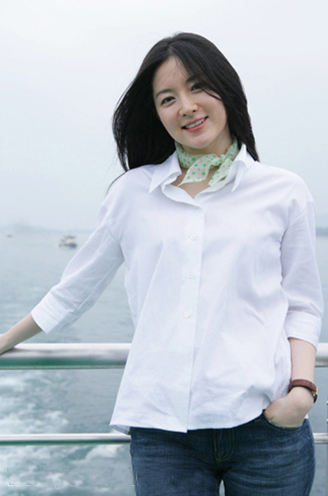
لی در حال قایق‌سواری در دریاچه چاندو در چین در مارس ۲۰۰۶.

### فیلم
| سال  | عنوان              | نقش                | توضیحات      | منابع |
| ---- | ------------------ | ------------------ | ------------ | ----- |
| ۱۹۹۶ | ان شاء الله        | لی هیانگ           |              |       |
| ۱۹۹۸ | اولین بوسه         | مین جو             | حضور افتخاری |       |
| ۲۰۰۰ | منطقه امنیتی مشترک | سرگرد سوفی ای. ژان |              |       |
| ۲۰۰۱ | آخرین هدیه         | پارک جونگ یون      |              |       |
| ۲۰۰۱ | یک روز خوب بهاری   | هان اون سو         |              |       |
| ۲۰۰۵ | بانوی انتقام       | لی گوم جا          |              |       |
| ۲۰۱۹ | مرا به خانه بیاور  | سو جونگ یون        |              |       |

### مجموعه تلویزیونی
| سال       | عنوان                   | نقش                    | توضیحات               | منابع         |
| --------- | ----------------------- | ---------------------- | --------------------- | ------------- |
| ۱۹۹۳      | حال شوهرت چطوره؟        | دو دو هی               |                       |               |
| ۱۹۹۴      | دش                      |                        |                       |               |
| ۱۹۹۵      | عشق و ازدواج            | اوه اون جی             |                       |               |
| ۱۹۹۵      | قصر غربی                | کیم گه شی              |                       |               |
| ۱۹۹۵      | مرد آسفالت              | دونگ هی                |                       |               |
| ۱۹۹۶      | پاپا                    | هان سه یونگ            |                       |               |
| ۱۹۹۶      | آغوش آن‌ها               | کیم سونگ هه            |                       |               |
| ۱۹۹۶      | روابط خواهر و برادری    |                        |                       |               |
| ۱۹۹۷      | پزشکان                  | چا مین جو              |                       |               |
| ۱۹۹۷      | دلیل زندگی من           | ئه سوک                 |                       |               |
| ۱۹۹۷      | چون دوستت دارم          | او یو نا               |                       |               |
| ۱۹۹۸      | داستان عاشقانه          |                        |                       |               |
| ۱۹۹۸      | مدافع                   |                        |                       |               |
| ۱۹۹۹      | بادوام                  |                        |                       |               |
| ۱۹۹۹      | دعوت                    | چوی یونگ جو            |                       |               |
| ۱۹۹۹      | موج                     |                        |                       |               |
| ۲۰۰۰      | آتش‌بازی                 | کیم جی هیون            |                       |               |
| ۲۰۰۳–۲۰۰۴ | جواهری در قصر           | یانگوم                 |                       |               |
| ۲۰۱۷      | سایمدانگ، خاطرات درخشان | شین سایمدانگ/سو جی یون |                       |               |
| ۲۰۱۸      | آی‌دی من خوشگل گانگنامه  | خودش                   | حضور افتخاری (قسمت ۱) | [ ۵۱ ]        |
| ۲۰۲۱–۲۰۲۳ | راننده تاکسی            | راوی                   |                       | [ ۵۲ ] [ ۵۳ ] |
| ۲۰۲۱      | بازرس کو                | کو کیونگ یی            |                       | [ ۵۴ ]        |
| ۲۰۲۳–۲۰۲۴ | استاد: رشته‌های حقیقت    | چا سه اوم              |                       | [ ۵۵ ]        |
| ۲۰۲۵      | طبیب یانگوم بزرگ        |                        |                       | [ ۵۶ ]        |

### برنامه تلویزیونی
| سال  | عنوان                      | نقش  | توضیحات                     | منابع  |
| ---- | -------------------------- | ---- | --------------------------- | ------ |
| ۲۰۲۲ | داک یو پرایم - حقوق کودکان | راوی | روایت مستند حقوق بشر کودکان | [ ۵۷ ] |

## جوایز و نامزدی‌ها
| سال  | جایزه                                         | رده                                                | کار نامزدشده                    | نتیجه      | منابع         |
| ---- | --------------------------------------------- | -------------------------------------------------- | ------------------------------- | ---------- | ------------- |
| ۱۹۹۴ | جوایز درامای اس‌بی‌اس                           | بهترین بازیگر زن جدید                              | حال شوهرت چطوره؟                | برنده      |               |
| ۱۹۹۵ | جوایز درامای کی‌بی‌اس                           | جایزه محبوبیت                                      | قصر غربی                        | برنده      |               |
| ۱۹۹۶ | جوایز درامای ام‌بی‌سی                           | جایزه برترین، بازیگر زن                            | آغوش آن‌ها، روابط خواهر و برادری | نامزدشده   |               |
| ۱۹۹۷ | جوایز درامای ام‌بی‌سی                           | جایزه برترین، بازیگر زن                            | دلیل زندگی من                   | برنده      |               |
| ۱۹۹۸ | جوایز درامای اس‌بی‌اس                           | جایزه بهترین بازیگر زن                             | داستان عاشقانه                  | برنده      |               |
| ۱۹۹۹ | جوایز درامای کی‌بی‌اس                           | جایزه برترین، بازیگر زن                            | دعوت                            | نامزدشده   |               |
| ۱۹۹۹ | جوایز درامای کی‌بی‌اس                           | جایزه محبوبیت                                      | دعوت                            | برنده      |               |
| ۲۰۰۰ | جوایز درامای اس‌بی‌اس                           | جایزه ستارگان بزرگ                                 | آتش‌بازی                         | برنده      |               |
| ۲۰۰۰ | جوایز درامای اس‌بی‌اس                           | جایزه برترین، بازیگر زن                            | آتش‌بازی                         | نامزدشده   |               |
| ۲۰۰۰ | ۲۱مین دوره جوایز فیلم اژدهای آبی              | جایزه بهترین بازیگر زن                             | منطقه امنیتی مشترک              | نامزدشده   |               |
| ۲۰۰۱ | ۳۷مین دوره جوایز هنری بکسانگ                  | جایزه بهترین بازیگر زن (فیلم سینمایی)              | منطقه امنیتی مشترک              | نامزدشده   |               |
| ۲۰۰۱ | دومین دوره جوایز فیلم و موسیقی کره            | جایزه فوتوژنیک برای بهترین بازیگر زن               | منطقه امنیتی مشترک              | برنده      |               |
| ۲۰۰۱ | ۳۸مین دوره جوایز ناقوس بزرگ                   | بهترین بازیگر زن                                   | آخرین هدیه                      | نامزدشده   |               |
| ۲۰۰۱ | جوایز فیلم سینه۲۱                             | بهترین بازیگر زن                                   | یک روز خوب بهاری                | برنده      |               |
| ۲۰۰۱ | دومین دوره جوایز منتقدان فیلم بوسان           | بهترین بازیگر زن                                   | یک روز خوب بهاری                | برنده      |               |
| ۲۰۰۱ | ۲۲مین دوره جوایز فیلم اژدهای آبی              | بهترین بازیگر زن                                   | یک روز خوب بهاری                | نامزدشده   |               |
| ۲۰۰۲ | ۳۸مین دوره جوایز هنری بکسانگ                  | بهترین بازیگر زن                                   | یک روز خوب بهاری                | نامزدشده   |               |
| ۲۰۰۲ | ۳۹مین دوره جوایز ناقوس بزرگ                   | بهترین بازیگر زن                                   | یک روز خوب بهاری                | نامزدشده   |               |
| ۲۰۰۲ | ۲۵مین جشنواره فیلم طلایی سینما                | محبوب‌ترین بازیگر زن                                | آخرین هدیه                      | برنده      |               |
| ۲۰۰۳ | جوایز درامای ام‌بی‌سی                           | جایزه بزرگ                                         | جواهری در قصر                   | برنده      |               |
| ۲۰۰۳ | جوایز درامای ام‌بی‌سی                           | جایزه برترین، بازیگر زن                            | جواهری در قصر                   | نامزدشده   |               |
| ۲۰۰۳ | ۴۰مین دوره جوایز هنری بکسانگ                  | بهترین بازیگر زن (تلویزیون)                        | جواهری در قصر                   | نامزدشده   |               |
| ۲۰۰۳ | ۲مین دوره جایزه بهترین ستاره آندره کیم        | جایزه ستاره زن                                     | —                               | برنده      | [ ۵۸ ]        |
| ۲۰۰۵ | جایزه صدا و سیمای دولتی هنگ کنگ               | انتخاب مردم هنگ کنگ                                | —                               | برنده      |               |
| ۲۰۰۵ | چین سینسیس بائو                               | تاثیرگذارترین ستاره خارجی                          | —                               | جایگاه سوم |               |
| ۲۰۰۵ | ۲۶مین دوره جوایز فیلم اژدهای آبی              | بهترین بازیگر زن                                   | بانوی انتقام                    | برنده      | [ ۱۷ ]        |
| ۲۰۰۵ | ۴مین دوره جوایز فیلم کره‌ای                    | بهترین بازیگر زن                                   | بانوی انتقام                    | نامزدشده   |               |
| ۲۰۰۵ | ۸مین دوره جوایز کات کارگردان                  | بهترین بازیگر زن                                   | بانوی انتقام                    | برنده      | [ ۵۹ ]        |
| ۲۰۰۵ | ۳۸مین دوره جشنواره فیلم سیتخس                 | بهترین بازیگر زن                                   | بانوی انتقام                    | برنده      | [ ۳ ]         |
| ۲۰۰۵ | ۱۳مین دوره جوایز هنری فیلم چونسا              | بهترین بازیگر زن                                   | بانوی انتقام                    | نامزدشده   |               |
| ۲۰۰۶ | ۳۸مین دوره جشنواره بین‌المللی فیلم سینه‌مانیلا  | بهترین بازیگر زن                                   | بانوی انتقام                    | برنده      | [ ۶۰ ]        |
| ۲۰۰۶ | ۴۳مین دوره جوایز ناقوس بزرگ                   | بهترین بازیگر زن                                   | بانوی انتقام                    | نامزدشده   | [ ۶۱ ] [ ۶۲ ] |
| ۲۰۰۶ | ۴۳مین دوره جوایز ناقوس بزرگ                   | جایزه محبوب‌ترین فرد موج کره‌ای                      | بانوی انتقام                    | برنده      | [ ۶۱ ] [ ۶۲ ] |
| ۲۰۰۶ | ۴۲مین دوره جوایز هنری بکسانگ                  | بهترین بازیگر زن                                   | بانوی انتقام                    | برنده      | [ ۶۳ ]        |
| ۲۰۰۷ | ۱۵مین دوره جوایز هنری فیلم چونسا              | جایزه مشارکت در موج کره ای                         | —                               | برنده      |               |
| ۲۰۰۷ | ۳مین دوره جایزه بهترین ستاره آندره کیم        | جایزه بزرگ                                         | —                               | برنده      | [ ۶۴ ]        |
| ۲۰۰۷ | اولین دوره جوایز هالیو                        | جایزه ستاره (درام)                                 | —                               | برنده      | [ ۶۵ ]        |
| ۲۰۰۷ | چهل و چهارمین دوره جوایز انجمن پخش‌کنندگان کره | جایزه بهترین بازیگر زن                             | —                               | برنده      | [ ۶۶ ]        |
| ۲۰۰۷ | وزارت فرهنگ، ورزش و گردشگری کره جنوبی         | مدال افتخار فرهنگی                                 | —                               | برنده      | [ ۱۹ ]        |
| ۲۰۰۹ | ۵مین دوره جایزه بهترین ستاره آندره کیم        | جایزه ستاره زن                                     | —                               | برنده      |               |
| ۲۰۱۵ | ۱۰مین دوره جوایز بین‌المللی درامای سئول        | جایزه دهمین سالگرد دستاورد هالیو                   | —                               | برنده      | [ ۶۷ ]        |
| ۲۰۱۷ | ۲۲مین دوره جوایز روز مصرف کننده               | جایزه فرد فرهنگی                                   | سایمدانگ، خاطرات درخشان         | برنده      |               |
| ۲۰۱۷ | جوایز درامای اس‌بی‌اس                           | جایزه برترین، بازیگر زن در درام چهارشنبه - پنجشنبه | سایمدانگ، خاطرات درخشان         | نامزدشده   | [ ۶۸ ]        |
| ۲۰۲۰ | ۲۵مین دوره جوایز هنری فیلم چونسا              | بهترین بازیگر زن                                   | مرا به خانه بیاور               | برنده      | [ ۶۹ ]        |
| ۲۰۲۰ | ۲۹مین دوره جوایز فیلم بوایل                   | بهترین بازیگر زن                                   | مرا به خانه بیاور               | نامزدشده   | [ ۷۰ ]        |
| ۲۰۲۱ | جوایز فیلم سینه۲۱                             | بهترین بازیگر زن سال                               | بازرس کو                        | برنده      | [ ۷۱ ]        |
| ۲۰۲۲ | جوایز روز بچدل ۲۰۲۲                           | بهترین بازیگر زن                                   | بازرس کو                        | برنده      | [ ۷۲ ]        |
| ۲۰۲۲ | جوایز برند ملی ۲۰۲۲                           | جایزه دستاورد هالیو                                | —                               | برنده      | [ ۷۳ ]        |
| ۲۰۲۴ | ۱۷مین دوره جوایز فیلم آسیایی                  | جایزه برتری در سینمای آسیا                         | —                               | برنده      | [ ۷۴ ]        |